# Braun Strowman
Adam Scherr, meglio conosciuto con il ring name Braun Strowman (Sherrills Ford, 6 settembre 1983), è un wrestler e strongman statunitense.
In carriera ha detenuto una volta lo Universal Championship, una volta l'Intercontinental Championship e due volte il Raw Tag Team Championship. Ha inoltre vinto l'edizione 2018 del Money in the Bank e l'André the Giant Memorial Battle Royal nel 2019.

## Carriera da strongman
Adam Scherr si è guadagnato la palma di professionista nell'American Strongman Corporation, vincendo il NAS U.S. Amateur National Championship nel 2011.
Il 4 marzo 2012 ha vinto l'Arnold Amateur Strongman World Championship, che gli ha permesso di essere invitato all'Arnold Strongman Classic del 2013. L'8 luglio 2012 ha preso parte alla Strongman Champions League per il SCL North American Championship, classificandosi complessivamente al quinto posto.

## Carriera da wrestler

### WWE (2013–2021)

#### Apparizioni sporadiche (2013–2015)
Nel maggio del 2013 è stato annunciato che Adam Scherr aveva firmato un contratto con la WWE; è stato poi mandato al Performance Center, centro di allenamento di Orlando.
Nel corso del 2014 Scherr effettuò alcune apparizioni a Raw come membro degli accompagnatori festanti di Adam Rose.
Scherr esordì sul ring in un house-show di NXT il 19 dicembre 2014 con il ring name Braun Stowman, sconfiggendo Chad Gable. Nella puntata di Main Event del 2 giugno 2015 batté facilmente un wrestler locale.

#### The Wyatt Family (2015–2016)

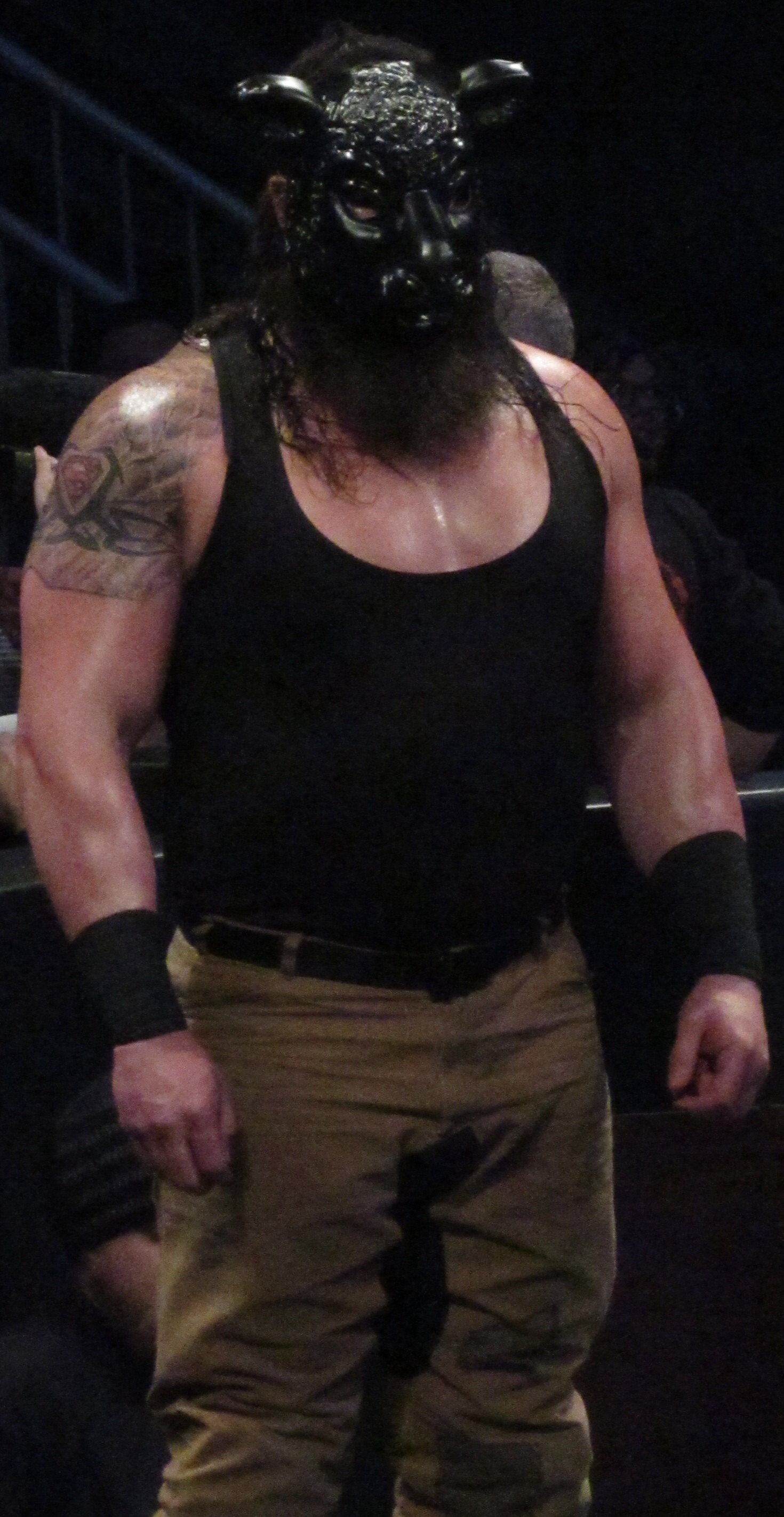
Braun Strowman nel 2016 come membro della Wyatt Family

Fece il suo esordio nel main roster durante la puntata di Raw del 24 agosto 2015 attaccando Dean Ambrose e Roman Reigns durante un Tag Team match contro Bray Wyatt e Luke Harper; in seguito si presentò come nuovo membro della Wyatt Family, stable heel guidata dallo stesso Wyatt e composta anche da Luke Harper ed Erick Rowan. Strowman combatté il suo primo match ufficiale la settimana successiva, sconfiggendo Dean Ambrose per squalifica dopo l'interferenza di Roman Reigns. Il 20 settembre, a Night of Champions, fece squadra con Wyatt e Harper sconfiggendo Ambrose, Reigns e il rientrante Chris Jericho.
Il 25 ottobre, a Hell in a Cell, la Wyatt Family attaccò The Undertaker in seguito al suo match perso contro Brock Lesnar, facendo poi la stessa cosa anche con Kane il giorno dopo a Raw. Il 22 novembre, a Survivor Series, stette all'angolo di Wyatt e Harper, i quali vennero sconfitti dai Brothers of Destruction. Successivamente l'intera stable incominciò una faida con i Dudley Boyz, ai quali si sono aggiunti i rientranti Rhyno e Tommy Dreamer; il 13 dicembre, a TLC: Tables, Ladders & Chairs, la Wyatt Family sconfisse i rivali in un 8-Men Tag Team Table match.
Il 24 gennaio 2016 prese parte al Royal Rumble match dell'omonimo pay-per-view, entrando con il numero 17 e venendo eliminato da Brock Lesnar dopo circa diciotto minuti di permanenza sul ring; Strowman effettuò il maggior numero di eliminazioni, insieme con Roman Reigns, con cinque. Il 3 aprile, a WrestleMania 32, la Wyatt Family interruppe un promo di The Rock per cercare di attaccarlo, ma venne allontanata dal rientrante John Cena.
Il 19 luglio 2016, in seguito alla seconda Brand extension, Strowman passò al roster di Raw, venendo separato dai suoi compagni della Wyatt Family, che invece passarono a SmackDown. La sua ultima apparizione con il gruppo avvenne il 24 luglio a Battleground, dove sconfisse i WWE Tag Team Champions del New Day in squadra con Bray Wyatt ed Erick Rowan in un match non titolato.

#### Striscia di imbattibilità (2016–2017)

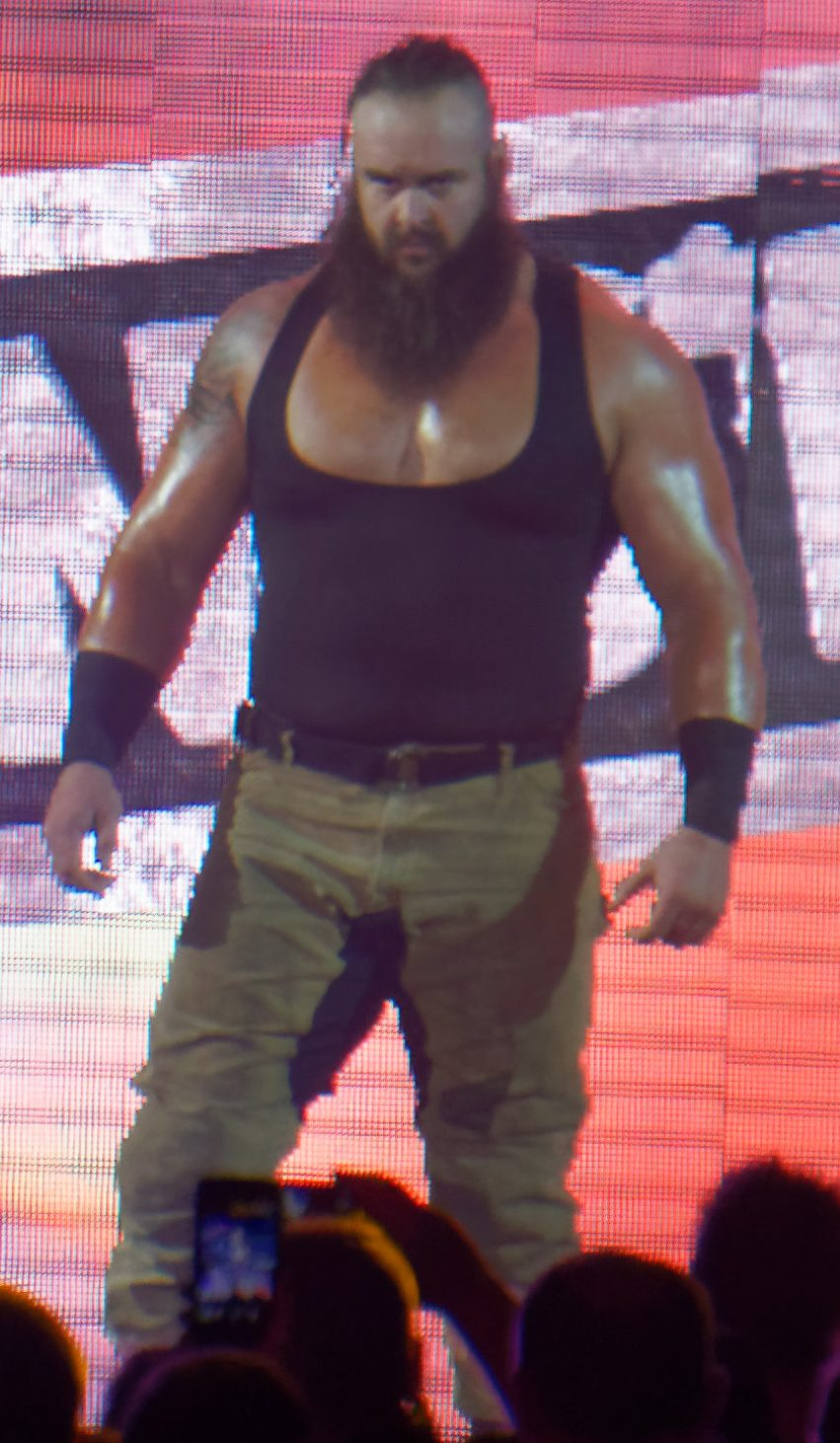
Braun Strowman nel 2016

Nella puntata di Raw del 25 luglio 2016 si presentò con una nuova acconciatura e musica d'ingresso, sconfiggendo in pochi secondi un wrestler locale di nome James Ellsworth; nelle settimane successive ha battuto facilmente altri jobber. Il 5 settembre cominciò una breve faida con Sin Cara, sconfiggendolo sia a Raw sia a Superstars. Nella puntata del 17 ottobre chiese maggior competizione al General Manager (GM) dello show rosso, Mick Foley, che per tutta risposta lo inserì in un match contro Sami Zayn; tuttavia l'incontro non si disputò poiché i due contendenti si sono attaccati prima del suono della campanella. Il 31 ottobre vinse una 12-Men Battle Royal per determinare l'ultimo membro del Team Raw in vista di Survivor Series. Il 20 novembre, durante l'evento, il Team Raw venne sconfitto dal Team SmackDown nel 5-on-5 Traditional Survivor Series Elimination match a causa dello schienamento vincente di Bray Wyatt su Roman Reigns; Strowman effettuò un'eliminazione, quella su Dean Ambrose, ma venne estromesso per count-out a causa dell'interferenza di James Ellsworth. Il 18 dicembre, a Roadblock: End of the Line, non riuscì a battere Sami Zayn entro un tempo limite di dieci minuti, perdendo la contesa.
Il 2 gennaio sconfisse definitivamente Zayn in un last man standing match. Il 29 gennaio, a Royal Rumble, partecipò al match omonimo entrando con il numero 7 e venendo eliminato da Baron Corbin dopo circa tredici minuti di permanenza sul ring; Strowman effettuò il maggior numero di eliminazioni con sette. Il giorno dopo, a Raw, affrontò Kevin Owens per l'Universal Championship vinse soltanto per squalifica, senza il cambio di titolo. Il 5 marzo, a Fastlane, venne battuto da Roman Reigns, subendo la sua prima sconfitta per schienamento in WWE dopo un'imbattibilità durata quasi un anno e mezzo.

#### Opportunità titolate (2017–2018)
Il 2 aprile, nel Kickoff di WrestleMania 33, Strowman partecipò all'annuale André the Giant Memorial Battle Royal ma venne eliminato dopo ben 6 eliminazioni. Il 30 aprile, a Payback, sconfisse Roman Reigns, ma subì un infortunio al gomito del braccio destro che lo costrinse a rimanere fuori dalle scene per circa due mesi; fece il suo ritorno nella puntata di Raw dal 19 giugno, distraendo Reigns e facendolo perdere contro Samoa Joe. Il 9 luglio, a Great Balls of Fire, sconfisse nuovamente Reigns in un Ambulance match, ma al termine dell'incontro venne sull'ambulanza e schiantato contro un altro veicolo. Il 20 agosto, a SummerSlam, prese parte a un Fatal 4-Way match per l'Universal Championship insieme Reigns, Samoa Joe e il campione Brock Lesnar, ma fu quest'ultimo a prevalere e a mantenere il titolo. Il 24 settembre, a No Mercy', venne sconfitto da Lesnar in un match valido per l'Universal Championship.
Il 22 ottobre, a TLC: Tables, Ladders & Chairs, Strowman, Cesaro, Kane, The Miz e Sheamus vennero sconfitti da Kurt Angle e lo Shield in un 5-on-3 Handicap TLC match. Il 19 novembre, a Survivor Series, prese parte al 5-on-5 Traditional Survivor Series Elimination match dove il suo team sconfisse il Team SmackDown e risultò come uno degli ultimi due sopravvissuti (insieme con Triple H) con tre eliminazioni (eliminò infatti Bobby Roode, Randy Orton e Shinsuke Nakamura). Nella puntata di Raw dell'11 dicembre Strowman affrontò Kane con in palio la possibilità di affrontare Brock Lesnar per l'Universal Championship a Royal Rumble ma il match terminò in doppio count-out.
Il 28 gennaio, durante tale evento, Strowman partecipò ad un Triple Threat match per l'Universal Championship che includeva anche il campione Brock Lesnar e Kane ma il match venne vinto da Lesnar. Nella puntata di Raw del 29 gennaio Strowman sconfisse Kane in un last man standing match, qualificandosi di conseguenza per l'Elimination Chamber match nell'omonimo pay-per-view. Il 25 febbraio, durante l'evento, Strowman partecipò all'Elimination Chamber match che includeva anche Elias, Finn Bálor, John Cena, The Miz, Roman Reigns e Seth Rollins con in palio la possibilità di sfidare Brock Lesnar per l'Universal Championship a WrestleMania 34 ma, dopo aver eliminato cinque avversari, venne eliminato per ultimo da Reigns.
Nella puntata di Raw del 12 marzo Strowman si inserì in una Battle Royal per determinare i contendenti nº1 al Raw Tag Team Championship dei The Bar vincendola da solo. L'8 aprile, a WrestleMania 34, Strowman scelse fra il pubblico Nicholas, un bambino di dieci anni, e i due sconfissero Cesaro e Sheamus vincendo il Raw Tag Team Championship; si tratta del primo titolo vinto da Strowman in WWE. La sera dopo, a Raw, Strowman e Nicholas resero vacanti le cinture a causa del fatto che Nicholas era ancora impegnato con la scuola. Il 27 aprile, a Greatest Royal Rumble, vinse il Royal Rumble match a 50 uomini entrando col numero 41 eliminando per ultimo Big Cass, effettuando 13 eliminazioni. Il 6 maggio, a Backlash, Strowman e Bobby Lashley prevalsero su Kevin Owens e Sami Zayn. Nella puntata di Raw del 7 maggio Strowman sconfisse Kevin Owens, qualificandosi al Money in the Bank Ladder match. Il 18 giugno, a Money in the Bank, Strowman vinse il match omonimo sconfiggendo Bobby Roode, Finn Bálor, Kevin Owens, Kofi Kingston, The Miz, Rusev e Samoa Joe. Il 15 luglio, a Extreme Rules, lanciò Kevin Owens su un tavolo dalla cima della gabbia in uno Steel Cage match, anche se così facendo perse il match. Il 19 agosto, a SummerSlam, difese il suo Money in the Bank contro lo stesso Owens. Il 16 settembre, a Hell in a Cell, incassò il Money in the Bank affrontando Roman Reigns per l'Universal Championship in un Hell in a Cell match ma tale incontro finì in no-contest (e senza quindi il cambio del titolo) a causa dell'interferenza di Brock Lesnar il quale attaccò entrambi. Il 6 ottobre, a Super Show-Down, Strowman, Dolph Ziggler e Drew McIntyre vennero sconfitti dallo Shield. Il 2 novembre, a Crown Jewel, affrontò Brock Lesnar per il vacante Universal Championship ma venne sconfitto anche a causa dell'interferenza del General Manager ad interim di Raw Baron Corbin.

#### Varie faide (2018–2019)
Il 18 novembre, a Survivor Series, Strowman prese parte al 5-on-5 Traditional Survivor Series Elimination match dove il suo team sconfisse il Team SmackDown e risultò come uno degli ultimi tre sopravvissuti (insieme con Bobby Lashley e Drew McIntyre). Il 16 dicembre, a TLC: Tables, Ladders & Chairs, sconfisse Baron Corbin in un TLC match grazie all'aiuto di Apollo Crews, Bobby Roode, Chad Gable, Finn Bálor e Kurt Angle guadagnando così l'opportunità di affrontare Brock Lesnar alla Royal Rumble in un match titolato. Tale incontro, però, venne annullato, e Strowman partecipò all'omonimo incontro entrando col numero 27 ma venne eliminato da Seth Rollins.
Il 17 febbraio, a Elimination Chamber, venne sconfitto da Baron Corbin in un No disqualification match a causa dell'intervento di Bobby Lashley e Drew McIntyre. Il 7 aprile, nel Kickoff di WrestleMania 35, vinse la sesta edizione dell'André the Giant Memorial Battle Royal eliminando per ultimo il comico Colin Jost. Nella puntata di Raw del 13 maggio Strowman venne sconfitto da Sami Zayn in un Falls Count Anywhere match, perdendo di fatto il suo posto nel Money in the Bank Ladder match dell'omonimo pay-per-view. Il 7 giugno, a Super ShowDown, sconfisse Bobby Lashley. Nella puntata di Raw del 17 giugno partecipò a un Fatal 5-Way Elimination match che comprendeva anche Bobby Lashley, Cesaro, The Miz e Ricochet per ottenere la possibilità di affrontare Samoa Joe per lo United States Championship ma venne eliminato da Ricochet. Il 14 luglio, ad Extreme Rules, sconfisse Bobby Lashley in un last man standing match. Nella puntata di Raw del 15 luglio partecipò a una 10-man Battle Royal per determinare lo sfidante di Brock Lesnar per l'Universal Championship a SummerSlam ma venne eliminato da Seth Rollins. Nella puntata di Raw del 19 agosto il match titolato fra Strowman e lo United States Champion AJ Styles è terminato in squalifica, dopo che lo stesso Strowman era stato attaccato dai Raw Tag Team Champions Luke Gallows e Karl Anderson, venendo però salvato dall'Universal Champion Seth Rollins; la sera stessa, Strowman e Rollins sconfissero Gallows e Anderson vincendo il Raw Tag Team Championship. La settimana dopo Rollins accettò la sfida di Strowman, e vennr ufficializzato un match titolato fra i due per l'Universal Championship per Clash of Champions; inoltre, la sera stessa, ebbe il suo rematch titolato contro Styles per lo United States Championship ma venne sconfitto nuovamente per squalifica. Il 15 settembre, a Clash of Champions, Strowman e Rollins persero i titoli contro Dolph Ziggler e Robert Roode dopo 27 giorni di regno; quella stessa sera, inoltre, Strowman affrontò Rollins per l'Universal Championship ma venne sconfitto.

#### Regni titolati (2019–2021)
Nella puntata di SmackDown dell'11 ottobre 2019, per effetto del Draft, Strowman passò al roster di SmackDown. Il 31 ottobre, a Crown Jewel, Strowman venne sconfitto dal pugile Tyson Fury per count-out. Il 24 novembre, a Survivor Series, Strowman prese parte al tradizionale 5-on-5-on-5 contro il Team Raw e il Team NXT ma venne eliminato per count-out.
Il 26 gennaio, alla Royal Rumble, Strowman partecipò al match omonimo entrando col numero 14 ma venne eliminato dal WWE Champion Brock Lesnar. Nella puntata di SmackDown del 31 gennaio Strowman prevalse su Shinsuke Nakamura conquistando l'Intercontinental Championship, il suo primo titolo singolo in WWE. L'8 marzo, a Elimination Chamber, perse il titolo in un 3-on-1 Handicap match contro Sami Zayn, che faceva coppia con Cesaro e Shinsuke Nakamura, dopo 37 giorni di regno. Il 26 marzo, a WrestleMania 36, prese il posto di Roman Reigns, nel match contro Goldberg per l'Universal Championship e lo sconfisse in poco più di due minuti, conquistando per la prima volta il titolo. Il 10 maggio, a Money in the Bank, Strowman difese con successo il titolo contro Bray Wyatt. Il 14 giugno, a Backlash, difese la cintura universale in un 2-on-1 Handicap match contro John Morrison e The Miz. Il 19 luglio, a The Horror Show at Extreme Rules, venne sconfitto da Bray Wyatt in uno Wyatt Swamp Fight non valevole per il titolo. Il 23 agosto, a SummerSlam, perse la cintura contro "The Fiend" Bray Wyatt in un Falls Count Anywhere match dopo 151 giorni di regno. Il 30 agosto, a Payback, partecipò ad un No Holds Barred Triple Threat match per l'Universal Championship che comprendeva anche il campione "The Fiend" Bray Wyatt e Roman Reigns ma il match venne vinto da quest'ultimo.
Il 12 ottobre, per effetto del Draft, Strowman passò al roster di Raw. Nella puntata di SmackDown del 16 ottobre Strowman apparve un'ultima volta nello show per affrontare Roman Reigns per l'Universal Championship venendo sconfitto per TKO. Nella puntata di Raw del 2 novembre Strowman sconfisse Keith Lee e Sheamus in un Triple Threat match, qualificandosi per il Team Raw per Survivor Series. Il 22 novembre, durante l'evento, partecipò al tradizionale 5-on-5 Survivor Series Elimination match come parte del Team Raw contro il Team SmackDown trionfando assieme ai suoi compagni. Nella puntata di Raw del 23 novembre Strowman attaccò Adam Pearce, uno dei responsabili principali della WWE, e per questo motivo venne sospeso a tempo indeterminato (kayfabe). Il 31 gennaio, alla Royal Rumble, Strowman partecipò all'omonimo incontro entrando col numero 30 ma venne eliminato da Edge. Nella puntata di Raw del 22 febbraio Strowman venne sconfitto da Bobby Lashley in un match che avrebbe determinato il contendente nº1 al WWE Championship. Nella puntata di Raw del 1º marzo Strowman e Adam Pearce fecero coppia per affrontare l'Hurt Business (Cedric Alexander e Shelton Benjamin) per il Raw Tag Team Championship venendo sconfitti. Il 21 marzo, a Fastlane, Strowman sconfisse facilmente Elias. Il 10 aprile, a WrestleMania 37, sconfisse Shane McMahon in uno Steel Cage match. Nella puntata di Raw del 12 aprile Strowman partecipò ad un Triple Threat match che comprendeva anche Drew McIntyre e Randy Orton per determinare il contendente nº1 al WWE Championship ma l'incontro venne vinto da McIntyre.
Il 2 giugno 2021, venne licenziato insieme a diversi colleghi.

### Circuito indipendente (2021–2022)
Il 2 ottobre 2021, durante Free The Narrative II: The Monster In Us debuttò con il suo vero nome nel circuito indipendente sconfiggendo EC3 in un match cinematografico..
L'11 dicembre 2021 apparve a Final Battle evento della Ring of Honor dove lui, EC3 e Westin Blacke attaccarono Eli Isom, Dal Drapped e Brian Johnson.

### Ritorno in WWE (2022–2025)

#### Alleanza con Ricochet (2022–2023)
Tornò in WWE nell'episodio di Raw del 5 settembre attaccando l'Alpha Academy, gli Street Profits, il New Day e Angel e Humberto. Successivamente apparve anche a SmackDown il 9 e il 16 settembre mettendo fuorigioco l'Alpha Academy, e combatté il suo primo match dal ritorno in WWE sconfiggendo Otis nella puntata di SmackDown del 23 settembre. Il 5 novembre, a Crown Jewel, sconfisse Omos. Dopo essersi stabilito a SmackDown, partecipò al torneo per la SmackDown World Cup ma, dopo aver eliminato Jinder Mahal l'11 novembre, venne sconfitto da Ricochet due settimane dopo.
Nella puntata di SmackDown del 13 gennaio affrontò Gunther per l'Intercontinental Championship ma venne sconfitto. Il 28 gennaio, alla Royal Rumble, partecipò all'incontro omonimo entrando col numero 27 ma venne eliminato da Cody Rhodes. Si alleò dunque con Ricochet, vincendo un torneo per determinare gli sfidanti degli Usos per lo SmackDown Tag Team Championship ma vennero da questi sconfitti nella puntata di SmackDown del 10 febbraio, non riuscendo a conquistare le cinture.
Nella puntata di SmackDown del 31 marzo partecipò all'annuale André the Giant Memorial Battle Royal ma venne eliminato da Bronson Reed. Il 1º aprile, a WrestleMania 39, Strowman e Ricochet presero parte ad un fatal 4-way match insieme all'Alpha Academy, gli Street Profits e i Viking Raiders ma il match venne vinto dagli Street Profits.
Il 1º maggio, per effetto del Draft, passò al roster di Raw. Subì poi un infortunio al collo che dovette tenerlo fuori dalle scene per un periodo imprecisato.

#### Varie faide (2024–2025)
Il 1º maggio, per effetto del Draft, passò al roster di Raw. Subì poi un infortunio al collo che dovette tenerlo fuori dalle scene per un periodo imprecisato. Strowman è tornato dall'infortunio nella puntata di Raw del 29 aprile 2024. Ha iniziato una faida con il Judgment Day conclusa nella puntata di Raw del 15 luglio 2024 dove venne sconfitto da Damian Priest. In seguito ha iniziato una faida con Bronson Reed terminata con la vittoria di Strowman in un last monster standing match dopo l'interferenza di Seth Rollins.
Il 13 dicembre 2024, passa a SmackDown e nel primo match nello show blu sconfigge Carmelo Hayes.
Il 2 maggio 2025 è stato licenziato insieme a numerosi altri colleghi.

## Altre apparizioni
Nell'ottobre del 2017 è apparso nel videoclip del brano Wish You Were Here degli Avenged Sevenfold.

## Personaggio

### Mosse finali

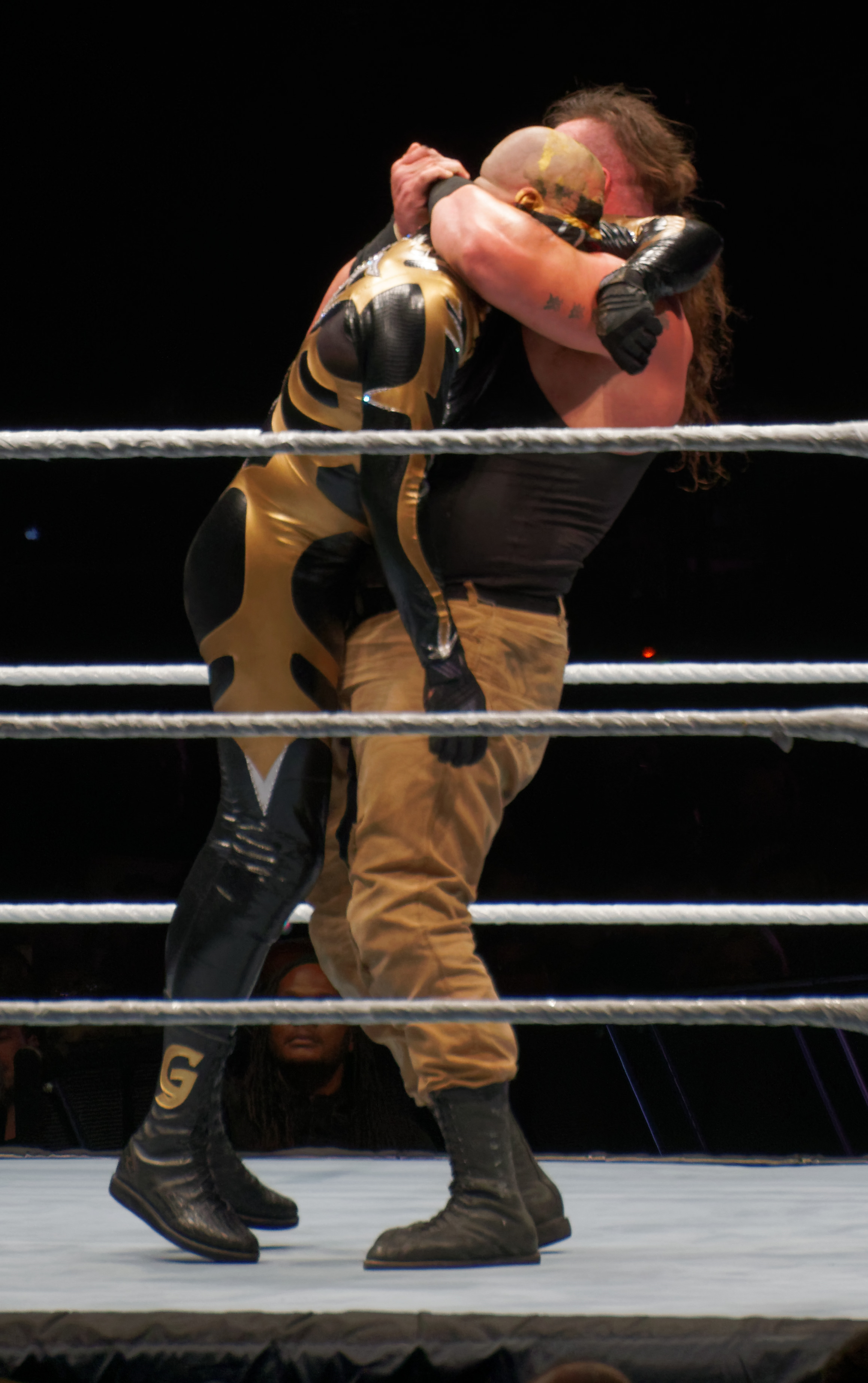
Braun Strowman applica la Katagame su Goldust

- Lifting arm triangle choke[43] – 2015–2016
- Powerbomb – dal 2022
- Reverse chokeslam[44] – 2016–2017
- Running powerslam[45]

### Soprannomi
- "The Abominable Strowman"[46][47]
- "The Black Sheep"[48]
- "The Monster Among Men"[49][50][51][52]
- "The Monster of All Monsters"
- "The Mountain of a Man"[53][54]
- "Mr. Money in the Bank"
- "Mr. Monster in the Bank'"
- "The New Face of Destruction"[55][56]
- "The Titan"

## Titoli e riconoscimenti

### Strongman
- Arnold Amateur Strongman Championship
  - 2012
- Central GA Strongest Man
  - 2011
- Europa Battle of Champions
  - 2010
- Monster of the Midland
  - 2010
- NAS U.S. Amateur National Championship
  - 2011
- Summerfest Strongman
  - 2011
- West Cary Fall Festival of Power
  - 2011

### Wrestling
- Pro Wrestling Illustrated

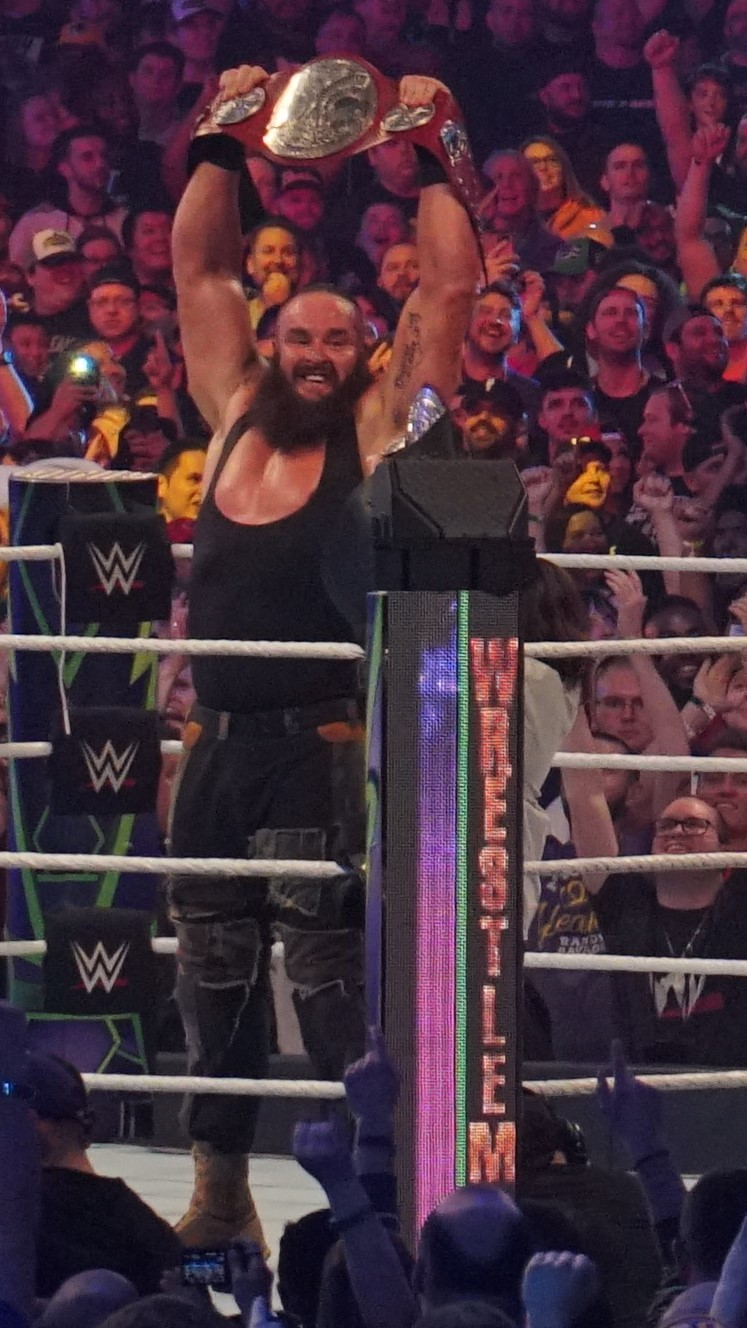
Strowman con il Raw Tag Team Championship, titolo che ha detenuto due volte, una col bambino Nicholas e una con Seth Rollins

  - 6º tra i 500 migliori wrestler singoli nella PWI 500 (2018)
- Rolling Stone
  - Rookie of the Meh (2015)[57]
  - Most Improbably Awesome Match of the Year (2017) - Team Raw vs. Team SmackDown a Survivor Series
- WWE
  - WWE Raw Tag Team Championship (2) – con Nicholas (1) e Seth Rollins (1)
  - WWE Intercontinental Championship (1)
  - WWE Universal Championship (1)
  - Greatest Royal Rumble (2018)
  - Money in the Bank (edizione 2018)
  - André the Giant Memorial Battle Royal (edizione 2019)
  - Year–End Award (1)
    - Male Star of the Year (2018)
- Wrestling Observer Newsletter
  - Most Improved (2017)
  - Worst Feud of the Year (2020) - vs. Bray Wyatt
  - Worst Match of the Year (2020) - vs. Bray Wyatt a The Horror Show at Extreme Rules

## Filmografia
- Holmes & Watson - 2 de menti al servizio della regina (Holmes & Watson), regia di Etan Cohen (2018)